# Deportivo Independiente Medellín
Maillots
Actualités
Le Deportivo Independiente Medellín est un club de football colombien basé à Medellín. Dans sa ville, le club rival est l'Atlético Nacional. Independiente Medellín dispute ses rencontres au Stade Atanasio Girardot.

## Histoire
L'Independiente Medellín est fondé le 14 novembre 1913 sous le nom de Medellín Foot Ball Club par les frères Alberto, Luis et Rafael Uribe Piedrahíta. L'équipe joue son premier match contre le Sporting, une équipe amateure de Medellin, qui l'écrase sur le score sans appel de 11 à 0. Après plusieurs années, le club rejoint le football professionnel en participant à la première édition du championnat de Colombie, en 1948. Medellín termine 7e sur 10, remportant sept matchs. Leur premier match est une défaite 4-0 contre l'América de Cali.

## Palmarès
| Compétitions nationales | Compétitions internationales |
| - Championnat de Colombie : - Champion (6) : 1955, 1957, Cl. 2002, Ouv. 2004, Cl. 2009 et Ouv. 2016 - Vice-Champion (13) : 1959, 1961, 1966, 1993, 2001, Cl. 2008, Cl. 2012, Cl. 2014, Ouv. 2015, Cl. 2018, Cl. 2022, Cl. 2023 et Ouv. 2025 - Coupe de Colombie : - Vainqueur (3) : 1981, 2019 et 2020 | - Néant                      |

## Personnalités

### Présidents
Le tableau suivant présente la liste des présidents du club depuis 1913.
| Rang | Nom                          | Période   |
| ---- | ---------------------------- | --------- |
| 1    | José Luis Restrepo Jaramillo | 1913-1928 |
| 2    | ?                            | 1928-1932 |
| 3    | Luis Eduardo Ramírez         | 1932-1936 |
| 4    | Jesus Maria Burgos           | 1936-1939 |
| 5    | Bernardo Munera A.           | 1940-1947 |
| 6    | Federico Kahn                | 1948      |
| 7    | Alejandro Cano               | 1948-1951 |
| 8    | ?                            | 1952      |
| 9    | Ignacio Gómez                | 1953-1954 |
| 10   | Javier Arriola del Valle     | 1954-1958 |
| 11   | Alfonso Arriola del Valle    | 1959-1970 |
| 12   | Oscar Serna Mejía            | 1971-1974 |
| 13   | Gustavo Arbeláez             | 1974      |
| 14   | Gabriel Toro Pérez           | 1975-1977 |

| Rang | Nom                      | Période   |
| ---- | ------------------------ | --------- |
| 15   | Oscar Serna Mejía        | 1978      |
| 16   | Hernán Gómez Agudelo     | 1978-1979 |
| 17   | Pablo Correa Ramos       | 1979-1981 |
| 18   | Oscar Serna Mejía        | 1981      |
| 19   | Héctor Mesa Gómez        | 1981-1983 |
| 20   | Oscar Serna Mejía        | 1984-1985 |
| 21   | Pablo Correa Ramos       | 1985      |
| 22   | Mario de J. Valderrama   | 1986-1987 |
| 23   | Gabriel Toro Pérez       | 1987      |
| 24   | Luis Fernando Correa     | 1987      |
| 25   | Humberto Betancur        | 1987-1988 |
| 26   | Hernán Gómez Agudelo     | 1988-1989 |
| 27   | Antonio Mesa Escobar     | 1989-1991 |
| 28   | Alberto Montoya Callejas | 1991-1992 |

| Rang | Nom                           | Période     |
| ---- | ----------------------------- | ----------- |
| 29   | Alfonso Arriola del Valle     |             |
| 30   | Jesús Aristizábal Guevara     | 1992        |
| 31   | Julio César Villate           | 1992-1995   |
| 32   | Jorge Castillo                | 1995-1997   |
| 33   | Mario de J. Valderrama        | 1998-2000   |
| 34   | Javier Velásquez              | 2000-2005   |
| 35   | Juan Guillermo Montoya        | 2005-2006   |
| 36   | John Cardona Arteaga          | 2006        |
| 37   | Carlos Alberto Palacio Acosta | 2006-2008   |
| 38   | Jorge Osorio Ciro             | 2008-2012   |
| 39   | Julio Roberto Gomez           | 2012-2013   |
| 40   | Carlos Mario Mejia            | 2013-2014   |
| 41   | Eduardo Silva Meluk           | depuis 2014 |

### Entraîneurs
Le tableau suivant présente la liste des entraîneurs du club depuis 1948.
| Rang | Nom                            | Période   |
| ---- | ------------------------------ | --------- |
| 1    | Alfonso Serna                  | 1948-1949 |
| 2    | José Cevasco                   | 1949      |
| 3    | Otto Maritchka                 | 1949      |
| 4    | Enrique Perales                | 1949      |
| 5    | Agapito Perales                | 1950-1951 |
| 6    | Delfín Benítez Cáceres         | 1954-1957 |
| 7    | José Manuel Moreno             | 1957      |
| 8    | René Seghini                   | 1957      |
| 9    | Pedro Roque Retamozo (intérim) | 1958      |
| 10   | René Seghini                   | 1958-1959 |
| 11   | Fernando Paternóster           | 1959-1960 |
| 12   | Efraín Sánchez                 | 1960      |
| 13   | José Manuel Moreno             | 1960      |
| 14   | Carlos Alberto Díaz            | 1960-1962 |
| 1    | Efraín Sánchez                 | 1962-1963 |
| 2    | José Vicente Grecco            | 1963      |
| 3    | Luis López García              | 1963-1964 |
| 4    | José Vicente Grecco            | 1964-1966 |
| 5    | Francisco Hormazábal           | 1966-1967 |
| 6    | Leonel Vargas (intérim)        | 1967      |
| 7    | Rodrigo Fonnegra               | 1968-1970 |
| 8    | Héctor Molina                  | 1969      |
| 9    | Humberto Álvarez (intérim)     | 1969      |
| 10   | Ricardo Ramaciotti             | 1972      |
| 11   | Francisco Hormazábal           | 1972-1974 |
| 12   | Humberto Ortiz                 | 1974-1975 |
| 13   | José Vicente Grecco            | 1975      |

| Rang | Nom                          | Période   |
| ---- | ---------------------------- | --------- |
| 1    | Juan José Pizzuti            | 1975-1976 |
| 2    | Justo Lopera                 | 1976      |
| 3    | Edilberto Righi & Pedro Soma | 1976-1977 |
| 4    | Darío Velez (intérim)        | 1977      |
| 5    | Efraín Sánchez               | 1977-1978 |
| 6    | Bernardo Valencia (intérim)  | 1978-1979 |
| 7    | Néstor Togneri               | 1978-1979 |
| 8    | Bernando Valencia            | 1979      |
| 9    | Víctor Rodríguez             | 1980      |
| 10   | Ricardo Ramaciotti           | 1980      |
| 11   | Leonel Montoya               | 1981      |
| 12   | Jorge Olmedo                 | 1982      |
| 13   | Julio Avelino Comesaña       | 1982-1986 |
| 14   | Carlos Miguel Diaz (intérim) | 1983      |
| 1    | Bernando Valencia            | 1986      |
| 2    | Ricardo Ramaciotti           | 1986-1987 |
| 3    | Herman Aceros                | 1987-1988 |
| 4    | Gonzalo Montoya (intérim)    | 1988      |
| 5    | Hugo Gallego                 | 1988      |
| 6    | Jaime Rodríguez              | 1989-1991 |
| 7    | Julio Avelino Comesaña       | 1992      |
| 8    | Hugo Gallego                 | 1992      |
| 9    | Nelson Gallego               | 1992      |
| 10   | Luis Augusto García          | 1993-1995 |
| 11   | Juan Martín Mugica (intérim) | 1994      |
| 12   | Nolberto Molina              | 1995      |
| 13   | Jairo Ríos Rendón            | 1995-1996 |

| Rang | Nom                      | Période     |
| ---- | ------------------------ | ----------- |
| 1    | Carlos Restrepo Isaza    | 1996-1997   |
| 2    | Víctor Luna              | 1997        |
| 3    | Zlatko Petricevic        | 1997        |
| 4    | Fernando Castro          | 1998        |
| 5    | Óscar Aristizábal        | 1998-1999   |
| 6    | Julio Avelino Comesaña   | 2000        |
| 7    | Víctor Luna              | 2000        |
| 8    | Juan José Peláez         | 2000-2002   |
| 9    | Álvaro Escobar (intérim) | 2000-2001   |
| 10   | Reynaldo Rueda           | 2002        |
| 11   | Víctor Luna              | 2002-2003   |
| 12   | Jaime Rodríguez          | 2003-2004   |
| 13   | Pedro Sarmiento          | 2004-2005   |
| 14   | Javier Álvarez           | 2005-2006   |
| 1    | Édgar Carvajal (intérim) | 2006        |
| 2    | Víctor Luna              | 2006-2007   |
| 3    | Juan José Peláez         | 2007-2008   |
| 4    | Santiago Escobar         | 2008-2009   |
| 5    | Leonel Álvarez           | 2009-2010   |
| 6    | Édgar Carvajal           | 2010-2011   |
| 7    | Víctor Luna              | 2011        |
| 8    | Guillermo Berrío         | 2011-2012   |
| 9    | Hernán Darío Gómez       | 2012-2013   |
| 10   | Pedro Sarmiento          | 2013-2014   |
| 11   | Hernán Torres Oliveros   | 2014-2015   |
| 12   | Leonel Álvarez           | depuis 2015 |

### Joueurs emblématiques
- Jaime Castrillón
- Oreste Corbatta
- Gabriel Jaime Gómez
- Hernán Darío Gómez
- Giovanni Hernández
- René Higuita
- José Manuel Moreno
- José Pekerman
- Luis Carlos Perea
- John Wilmar Pérez
- Carlos Valderrama
- César Valoyes
- José Velásquez
- Jackson Martínez
- Juan Cuadrado
- Juan Fernando Quintero